# Nesosphecodes cubicola
Nesosphecodes cubicola är en biart som beskrevs av Engel 2006. Nesosphecodes cubicola ingår i släktet Nesosphecodes och familjen vägbin. Inga underarter finns listade i Catalogue of Life.